# Aeroportul Internațional Geneva
Aeroportul Internațional Geneva (IATA: GVA, ICAO: LSGG) este un aeroport din Meyrin, Geneva, Elveția ce deservește zona Geneva. Aeroportul a fost tranzitat în 2022 de 14.085.282 de pasageri. A fost deschis în 1922 și numit după zona deservită.
Situat la o altitudine de 430 m, aeroportul dispune de 1 pistă. Este operat de Geneva.

## Infrastructură

### Piste
Aeroportul dispune de o singură pistă. Pista 04/22 are suprafața de beton și dimensiunile 3.900 m × 50 m. 